# Robin Ray
Robin Ray (Londres, 17 de septiembre de 1934-Brighton, 29 de noviembre de 1998) fue un actor, músico y presentador, hijo del comediante Ted Ray y hermano del actor Andrew Ray.

## Biografía
Nacido en Londres, Inglaterra, en 1934, estudió en la Highgate School y en la Royal Academy of Dramatic Art.
Su primera actuación como actor profesional fue en 1960, enseñando posteriormente interpretación en la RADA. En 1966 dejó la Academia y se dedicó al mundo del espectáculo.
A partir de 1965 fue el presentador del nuevo show de la BBC Call My Bluff, y formó parte regularmente de la clásica serie musical de la misma cadena Face The Music, que se inició en 1966. El gancho de Ray era su habilidad para reconocer piezas musicales de piano, dando no solo el nombre de la composición y el autor, sino también el número de opus, particularmente el Catálogo Köchel de las obras de Mozart. Gracias a su éxito, una vez finalizado el programa fue invitado a presentar otros concursos, incluyendo Movie Quiz y Film Buff of the Year. Otro de sus programas televisivo fue el infantil Sounds Exciting, emitido en 1968, una serie musical educativa.
Además, escribió el musical «Cafe Puccini», estrenado en el Teatro Wyndham en 1986 con dirección musical de William Blezard. En los inicios de los años ochenta presentó. Así mismo, un programa llamado «Robin Ray's Record Review» en la emisora Capital Radio. 
A comienzos de la década de 1990 fue uno de los primeros ejecutivos contratado por la emisora comercial de música clásica Classic FM, con la cual permaneció asociado desde 1991 a 1997. Asumió la tarea de hacer una lista de 50.000 piezas de música clásica clasificándolas por su popularidad, lo cual formó la base de la selección musical de Classic FM. 
Ray se casó con la presentadora de televisión Susan Stranks, y tuvo un hijo, Rupert. 
Robin Ray falleció en 1998, con 64 años de edad, en Brighton, Inglaterra.